# Parigny-les-Vaux
 Parigny-les-Vaux  es una población y comuna francesa, situada en la región de Borgoña, departamento de Nièvre, en el distrito de Nevers y cantón de Pougues-les-Eaux.

## Demografía
| 641 | 540 | 515 | 804 | 938 | 904 |
| Para los censos de 1962 a 1999 la población legal corresponde a la población sin duplicidades (Fuente: INSEE [Consultar]) |     |     |     |     |     |